# Kévin Keben
Kévin Keben, né le 26 janvier 2004 à Bertoua au Cameroun, est un footballeur camerounais qui évolue au poste de défenseur central au Watford FC.

## Biographie

### Carrière en club
Né à Bertoua au Cameroun, Kévin Keben rejoint la France à l'âge de deux ans et commence le football au Toulouse Montaudran à l'âge de cinq ans. Il est ensuite repéré par le Toulouse FC qu'il rejoint et où il fait toute sa formation depuis les U10 jusqu'aux professionnels.
Kében joue son premier match avec l'équipe première de Toulouse le 5 mars 2021, lors d'une rencontre de coupe de France contre le Aubagne FC, où il est titularisé. Son équipe s'impose ce jour-là sur le score de deux buts à zéro.
Le 1er février 2022, Keben signe son premier contrat professionnel avec le Toulouse FC,.
Keben fait sa première apparition en Ligue 1 lors du retour du club en première division, le 7 août 2022, à l'occasion de la première journée de la saison 2022-2023 face à l'OGC Nice. Il entre en jeu à la place de Mikkel Desler et les deux équipes se neutralisent ce jour-là (1-1 score final),.

## Statistiques
| Saison                | Club                  | Championnat           | Championnat | Championnat | Coupe(s) nationale(s) | Coupe(s) nationale(s) | Compétition(s) continentale(s) | Compétition(s) continentale(s) | Compétition(s) continentale(s) | Total | Total |
| Saison                | Club                  | Division              | M.          | B.          | M.                    | B.                    | Comp.                          | M.                             | B.                             | M.    | B.    |
| 2020-2021             | Toulouse FC           | Ligue 2               | -           | -           | 1                     | 0                     | -                              | -                              | -                              | 1     | 0     |
| 2021-2022             | Toulouse FC           | Ligue 2               | -           | -           | -                     | -                     | -                              | -                              | -                              | 0     | 0     |
| 2022-2023             | Toulouse FC           | Ligue 1               | 11          | 0           | 0                     | 0                     | -                              | -                              | -                              | 11    | 0     |
| 2023-2024             | Toulouse FC           | Ligue 1               | 8           | 0           | 1                     | 0                     | C3                             | 2                              | 0                              | 11    | 0     |
| Sous-total            | Sous-total            | Sous-total            | 19          | 0           | 2                     | 0                     | -                              | 2                              | 0                              | 23    | 0     |
| 2024-2025             | Watford FC            | Championship          | 1           | 0           | -                     | -                     | -                              | -                              | -                              | 1     | 0     |
| Total sur la carrière | Total sur la carrière | Total sur la carrière | 20          | 0           | 2                     | 0                     | -                              | 2                              | 0                              | 24    | 0     |